# Semiothisa natalensis
Semiothisa natalensis là một loài bướm đêm trong họ Geometridae.